# Stictotarsus maghrebinus
Stictotarsus maghrebinus là một loài bọ cánh cứng trong họ Bọ nước. Loài này được Mazzoldi & Toledo miêu tả khoa học năm 1998.